# Challenge de l'Essor de rugby à XV
Le Challenge de l'Essor est une compétition de rugby à XV, créée en 1962 accueillant à l'origine des clubs de 2e division. En 1978, le challenge s'élargit en créant le challenge de l'Essor des équipes réserves. Le challenge de l'Essor n'est plus disputé actuellement.

## Palmarès challenge de l'Essor
| Année           | Vainqueur           | Score       | Finaliste                 |
| --------------- | ------------------- | ----------- | ------------------------- |
| 1962            | Stade bagnérais     | 14-0        | FC oloronais              |
| 1963            | Stade beaumontois   | ?-?         | ?                         |
| 1964            | CA Castelsarrasin   | ?-?         | Avenir aturin             |
| 1965            | Peyrehorade sports  | 10-6        | SC appaméen               |
| 1966            | UA Gaillac          | ?-?         | Stade bagnérais           |
| 1967            | UA Gaillac          | 13-3        | US Bergerac               |
| 1968            | Peyrehorade sports  | 6-3         | UA Gaillac                |
| 1969            | US Bergerac         | 16-6        | AS Saint-Junien           |
| 1970            | Saint-Girons SC     | 18-11       | Stade ruthénois           |
| 1971            | UA Mimizan          | 9-5         | Avenir aturin             |
| 1972            | UA Mimizan          | 24-6        | UA Saverdun               |
| 1973            | SC Pamiers          | 11-9        | UA Gujan-Mestras          |
| 1974            | FC Oloron           | 25-7        | US Salles                 |
| 1975            | SA Condom           | 18-9        | Stade hendayais           |
| 1976            | AS Fleurance        | 13-3        | SA Condom                 |
| 1977            | US Vic-en-Bigorre   | 13-12       | SA Monein                 |
| 1978            | SA Hagetmau         | 6-3         | US vicquoise              |
| 1979            | SA Hagetmau         | 17-7        | Stade langonnais          |
| 1980            | SA Condom           | 29-3        | UA Mimizan                |
| 1981            | US Salles           | 18-12       | US Colomiers              |
| 1982            | Blagnac SC          | 33-15       | Avenir valencien          |
| 1983            | Stade lavelanétien  | ?-?         | Rugby Châteauneuf-du-Pape |
| 1984            | Avenir valencien    | 28-7        | US Mugron                 |
| 1985            | US Fumel Libos      | 13-12       | Paris CASG                |
| 1986            | US Vic-en-Bigorre   | 12-9        | US Bergerac               |
| 1987            | -                   | Non décerné |                           |
| 1988            | SA Mauléon          | 18-12       | Stade cadurcien           |
| 1989            | SA Mauléon          | 20-16       | US Métro                  |
| 1990            | Olympique miélanais | 20-3        | US La Teste               |
| 1991            | Saint-Paul sports   | 12-6        | CA Castelsarrasin         |
| 1992            | Avenir aturin       | 17-11       | Saint-Paul sports         |
| 1993            | Paris CASG          | 11-9        | CA Villeneuve-sur-Lot     |
| 1994            | AS Pont-Long        | 28-18       | CSM Clamart               |
| 1995            | SA Saint-Sever      | 28-12       | RC Rouen                  |
| 1996            | Avenir Bizanos      | 31-23       | SO Millau                 |
| 1997            | AS Fleurance        | 36-22       | Stade montois             |
| 1998            | US Montréjau        | 3-3         | AS Fleurance              |
| 1999            | SA Condom           | 34-32       | RO Agde                   |
| 2000            | Gourdon XV          | 25-19       | RO Agde                   |
| 2001            | Stade langonnais    | 17-13       | Blagnac SCR               |
| 2002            | FCTT                | 37-17       | US Mugron                 |
| 1er juin 2003   | US Morlaàs          | 35-8        | Gourdon XV                |
| 2 mai 2004      | US l'Isle-Jourdain  | 18-15       | Gourdon XV                |
| 5 juin 2005     | CA Lannemezan       | 50-31       | CA Sarlat                 |
| 2006            | Avenir aturin       | 28-19       | US Morlaas                |
| 2007            | Avenir valencien    | 17-13       | Le Boucau Tarnos Stade    |
| 2008            | Avenir aturin       | 13-8        | US L'Isle-Jourdain        |
| 2009            | AS Fleurance        | 24-7        | Lombez Samatan club       |
| 1 mai 2010      | US l'Isle-Jourdain  | 15 - 3      | US Salles                 |
| 23 avril 2011   | Lombez Samatan club | 25 - 13     | SC Mazamet                |
| 15 avril 2012   | Lombez Samatan club | 28 - 23     | SC Decazeville            |
| 26 mai 2013     | Lombez Samatan club | 22 - 18     | Avenir aturin             |
| 2014            | US Marmande         | ? - ?       | CA Castelsarrasin         |
| 21 juin 2015    | US l'Isle-Jourdain  | 11 - 6      | CA Castelsarrasin         |
| 10 janvier 2016 | US Marmande         | 19-17       | CA Castelsarrasin         |

## Palmarès challenge de l'Essor des équipes B
| Année         | Vainqueur                  | Score | Finaliste                 |
| ------------- | -------------------------- | ----- | ------------------------- |
| 1978          | Avenir aturin              | -     | -                         |
| 1979          | ES Lembeye                 | 19-7  | AS Soustons               |
| 1980          | Stade langonnais           | ?-?   | ?                         |
| 1981          | CA Castelsarrasin          | ?-?   | ?                         |
| 1982          | AS Soustons                | 17-7  | US Coarraze-Nay           |
| 1983          | US Mugron                  | ?-?   | ?                         |
| 1984          | US La Teste                | ?-?   | ?                         |
| 1985          | US Vic-en-Bigorre          | 12-3  | SA Saint-Sever            |
| 1986          | Saint-Paul sports          | ?-?   | ?                         |
| 1987          | PUC                        | ?-?   | ?                         |
| 1988          | CA Castelsarrasin          | ?-?   | ?                         |
| 1989          | ASPTT Paris                | ?-?   | US l'Isle-Jourdain        |
| 1990          | SA Saint-Sever             | ?-?   | ?                         |
| 1991          | SA Saint-Sever             | ?-?   | ?                         |
| 1992          | AS Soustons                | ?-?   | Stade bagnérais           |
| 1993          | US Mouguerre               | 16-16 | Avenir moissagais         |
| 1994          | US Caussade                | 26-9  | AS Pont-Long              |
| 1995          | Lombez Samatan club        | 27-10 | CA Lormont                |
| 1996          | Avenir moissagais          | 17-15 | US Salles                 |
| 1997          | Stade montois              | 23-21 | SO Millau                 |
| 1998          | US L'Isle-Jourdain         | ?-?   | ?                         |
| 1999          | US Mugron                  | ?-?   | ?                         |
| 2000          | SA Hagetmau                | ?-?   | ?                         |
| 2001          | AS Mérignac                | ?-?   | ?                         |
| 2002          | US Morlaàs                 | ?-?   | AS Lavaur                 |
| 1er juin 2003 | SA Condom                  | 38-14 | Club athlétique sarladais |
| 2 mai 2004    | US L'Isle-Jourdain         | 30-9  | US Nafarroa               |
| 5 juin 2005   | US Carmaux                 | 15-9  | Entente Sévignacq         |
| 2006          | Olympique miélanais        | ?-?   | ?                         |
| 2007          | Entente Astarac Bigorre XV | 27-21 | US Fumel Libos            |
| 2008          | Stade bagnérais            | ?-?   | ?                         |
| 2009          | Olympique miélanais        | ?-?   | ?                         |
| 2010          | US L'Isle-Jourdain         | ?-?   | ?                         |
| 2011          | Avenir aturin              | ?-?   | ?                         |
| 2012          | US L'Isle-Jourdain         | 9-6   | Stade bagnérais           |
| 2013          | US L'Isle-Jourdain         | ?-?   | ?                         |